# John Isaac Guion
John Isaac Guion, född 18 november 1802 i  Adams County, Mississippiterritoriet, död 6 juni 1855 i Jackson, Mississippi, var en amerikansk demokratisk politiker. Han var Mississippis guvernör från februari till november 1851.
Guion studerade juridik i Tennessee och inledde sin framgångsrika advokatkarriär i Vicksburg. Han var ledamot av Mississippis representanthus 1842–1846 och tillträdde därefter som ledamot av Mississippis senat. Guvernör John A. Quitman avgick i februari 1851 och skulle efterträdas av talmannen i Mississippis senat. Talmannen Dabney Lipscomb var sjuk och oförmögen att sköta sitt ämbete. Därför blev det Guion som var tillförordnad talman som fick tillträda guvernörsämbetet. Guion efterträddes senare samma år som guvernör av James Whitfield. Efter sin tid som guvernör tjänstgjorde Guion som domare.
Guion avled 1855 och gravsattes på Greenwood Cemetery i Jackson. Guion hade tre barn från första äktenskapet till Lucinda Jane McCaleb och ytterligare tre från andra äktenskapet till Cornelia T. Hall. Han var farfar till kompositören David W. Guion.